# グリンゴ/最強の悪運男
『グリンゴ/最強の悪運男』（グリンゴ さいきょうのあくうんおとこ、Gringo）は、2018年のアメリカ合衆国の犯罪映画。監督はナッシュ・エドガートン、出演はデヴィッド・オイェロウォ、ジョエル・エドガートン、シャーリーズ・セロン、アマンダ・サイフリッドなど。極悪上司に対する腹いせに、偽装誘拐を企てた部下のリベンジを描いたドタバタ犯罪喜劇である。

## ストーリー
プロメチウム製薬のシカゴ本社。同社の共同代表を務めるリチャードとエレインの元に、業務管理部長のハロルドから電話がかかってくる。ハロルドはメキシコで誘拐され、犯人は500万ドルの身代金を要求しているのだという。
その前日、ハロルド、リチャード、エレインの3人はメキシコを訪れており、現地の工場長サンチェスと面会していた。ハロルドには知る由もないことだったが、サンチェスはプロメチウム製薬の新商品―医療用のマリファナを錠剤にしたもの―を麻薬カルテルに横流ししていた。リチャードとエレインはその事実を把握しており、交渉中の案件に悪影響が出ないよう、カルテルとの取引を止めるようにサンチェスに命じる。その日の夕方、3人はディナーを共にする。ハロルドは席を立った際にテーブルに録音機器を仕掛け、自分がいない間の2人の会話を録音していた。録音テープを聴いたハロルドは青ざめる。2人が進めている企業合併が行われた場合、自分が職を失うことが明白であったためである。さらにその日の夜、ハロルドは妻が不倫をしており、離婚を望んでいると知って大いに落胆する。その頃、サンチェスはカルテルの首領ヴィレガスにプロメチウムから取引をやめるよう命じられたことを報告していた。ヴィレガスはサンチェスを手酷く痛めつけた後、部下たちにハロルドを誘拐するよう命じる。ヴィレガスはハロルドの指紋で開けられる金庫から薬物の調合法を手に入れようと考えたのである。
翌朝、リチャードとエレインはハロルドの姿が見えないことを知りながら、2人だけで帰国する。その頃、ハロルドはモーテルに身を潜めていた。ハロルドはモーテルを経営するゴンザレス兄弟（ロナルドとエルネスト）の協力を得て狂言誘拐を試みることにしたのである。ハロルドからの一報を受けたリチャードは直ちに金を支払おうとせず、救出のために元傭兵で兄のミッチを派遣することにする。計画が失敗したと思い込んだハロルドは酒場で悄気返っていた。ほどなくして、ハロルドは酒場にやって来たカルテルの構成員2人によって誘拐されてしまったが、道中で必死に抵抗した結果、何とか車から脱出する。
翌朝、ハロルドは近くを通りかかった旅行者2人（サニーとマイルズ）によって救出された。マイルズは麻薬の運び屋であり、サンチェスの助手ヴェガと繋がっていた。2人はハロルドをゴンザレス兄弟のモーテルまで送り届けたが、偶然にも、そのモーテルは2人が宿泊しているモーテルでもあった。その後、ハロルドはサニーと親しくなる。その頃、ゴンザレス兄弟はカルテルがハロルドを捜していると知り、ハロルドを誘拐する側に回る。ハロルドは窮地に陥ったかに見えたが、そこに駆けつけたミッチの手で兄弟はあっさり組み伏せられる。ミッチはハロルドを空港まで連れて行くが、ハロルドは一瞬の隙を突いて逃げ出すものの、すぐにミッチに捕まる。観念したハロルドがミッチに真実を告げたところ、ミッチは大いに感心し、2人はリチャードからさらに金を巻き上げるためのプランを練り始め、万一に備えてミッチはハロルドに追跡タグを付ける。その後、ミッチがリチャードに電話をかけると、リチャードは「ハロルドがメキシコで亡くなった場合、会社に多額の保険金が入ることが分かった。君がハロルドを殺してくれるなら、金の一部をやる」と言ってくる。多額の金に目がくらんだミッチは、ハロルドを裏切ってリチャード側につくことにする。そして人目のつかないところでハロルドを殺そうとするが、その寸前でゴンザレス兄弟が車でミッチを跳ね飛ばし、ハロルドをさらってヴィレガスのもとに届ける。しかし、ヴィレガスの怒りを買った兄弟はその場で射殺され、ハロルドは工場に連れて行かれる。すると、そこにDEA（麻薬取締局）が現れ、カルテルとの間で激しい銃撃戦となる。銃弾が飛び交う中、会社の運転手でヴィレガスに通じていたエンジェルがハロルドを救い出す。実はエンジェルは潜入捜査官でプロメチウム製薬の不正を調べていたのである。エンジェルとハロルドがカルテルの追手によって追い詰められると、そこにミッチが現れるが、ハロルドも交えた撃ち合いの末、ハロルドとエンジェルだけが生き残る。エンジェルはハロルドを死んだことにすると約束し、ハロルドからリチャードの不正の証拠を保存したハードディスクを受け取る。こうして、リチャードとヴィレガス、そしてマイルズは逮捕され、ハロルドはミッチが残した偽造パスポートと金を使って「ハリーのバー」を経営する。

## キャスト
- ハロルド・ソインカ: デヴィッド・オイェロウォ - お人好しで温厚で正直者すぎて、貧乏くじばかり引いてきた男[4][5]。
- リチャード・ラスク: ジョエル・エドガートン - プロメチウム製薬の共同経営者。ハロルドの友人。
- エレイン・マーキンソン: シャーリーズ・セロン - プロメチウム製薬の共同経営者。リチャードと肉体関係あり。
- サニー: アマンダ・サイフリッド - ギター屋の店員。
- ボニー・ソインカ: タンディ・ニュートン - ハロルドの妻。インテリアコーディネーター。仕事は不倫相手リチャードの新居のみ。
- ミッチ・ラスク: シャールト・コプリー - リチャードの兄。元傭兵。現在は改心しハイチでの慈善活動に勤しんでいる。
- ネリー: パリス・ジャクソン - マイルズにメキシコからの薬物密輸の仕事を持ちかけてきた女。
- ヴィレガス/ブラックパンサー: カルロス・コロナ - メキシコの麻薬カルテルのボス。
- セレリーノ・サンチェス: エルナン・メンドーサ（英語版） - メキシコ工場の工場長。子沢山。
- ロナルド・ゴンザレス: ディエゴ・カターニョ - メキシコのモーテルの経営者。
- エルネスト・ゴンザレス: ロドリゴ・コレア - メキシコのモーテルの経営者。ロナルドの弟。英語が話せない。
- エンジェル・ヴァルヴェルデ: ユル・ヴァスケス - メキシコでの運転手。
- マイルズ: ハリー・トレッダウェイ - サニーの恋人。薬物の売人。
- ジェリー: アラン・ラック - プロメチウム製薬の買収交渉の相手。
- マーティ: ケネス・チョイ - プロメチウム製薬の買収交渉の相手。
- ミア: メロニー・ディアス（英語版） - リチャードの秘書。
- ロベルト・ヴェガ: エクトル・コツィファキス - 工場長の助手。薬物を横流ししている。
- ステュ: バシール・サラハディン（英語版） - ハロルドの会計士。

## 製作
2014年5月12日、シャーリーズ・セロンが本作に出演することになったと報じられた。2015年12月10日、デヴィッド・オイェロウォ、アマンダ・サイフリッド、ジョエル・エドガートンがキャスト入りした。2016年3月7日、本作の主要撮影が始まった。11日、タンディ・ニュートン、ケネス・チョイ、ハリー・トレッダウェイ、ユル・ヴァスケスの出演が決まったと報じられた。5月11日、STXエンターテインメントが本作の配給権を獲得したと発表した。

## 興行収入
本作は『ストレンジャーズ 地獄からの訪問者』、『リンクル・イン・タイム』、『ワイルド・ストーム』と同じ週に公開され、公開初週末に500万ドル前後を稼ぎ出すと予想されていたが、実際の数字はそれを大きく下回るものであった。2018年3月9日、本作は全米2404館で封切られ、公開初週末に272万ドルを稼ぎ出し、週末興行収入ランキング初登場11位となった。この数字は拡大公開作としては異例の低さとなった。公開2週目の週末には前週比76%減となる65万ドルしか稼ぎ出すことができなかった。それが原因で、公開3週目には公開館数が2314館から117館にまで一気に減少するという事態が発生した。

## 評価
本作に対する批評家の評価は伸び悩んでいる。映画批評集積サイトのRotten Tomatoesには133件のレビューがあり、批評家支持率は40%、平均点は10点満点で5点となっている。サイト側による批評家の見解の要約は「『グリンゴ/最強の悪運男』は類を見ないほど質の高いキャストを揃えたがコメディとしては失敗作になっている。入り乱れたプロット、薄っぺらい登場人物、どこかで見たことがあるようなストーリーがその失敗の原因である。」となっている。また、Metacriticには33件のレビューがあり、高評価は8件、賛否混在は17件、低評価は8件、加重平均値は46/100となっている。なお、本作のCinemaScoreはC+となっている。